# Jízdárna Pražského hradu
Jízdárna Pražského hradu nebo také Hradní jízdárna je rozměrná barokní jízdárna, stavba nacházející se v širším areálu Pražského hradu u cesty k Prašnému mostu naproti vchodu do Královské zahrady nad Jelením příkopem. Stavba pochází z roku 1694, kdy nahradila původní starší menší jízdárnu z roku 1572.

## Popis a historie objektu

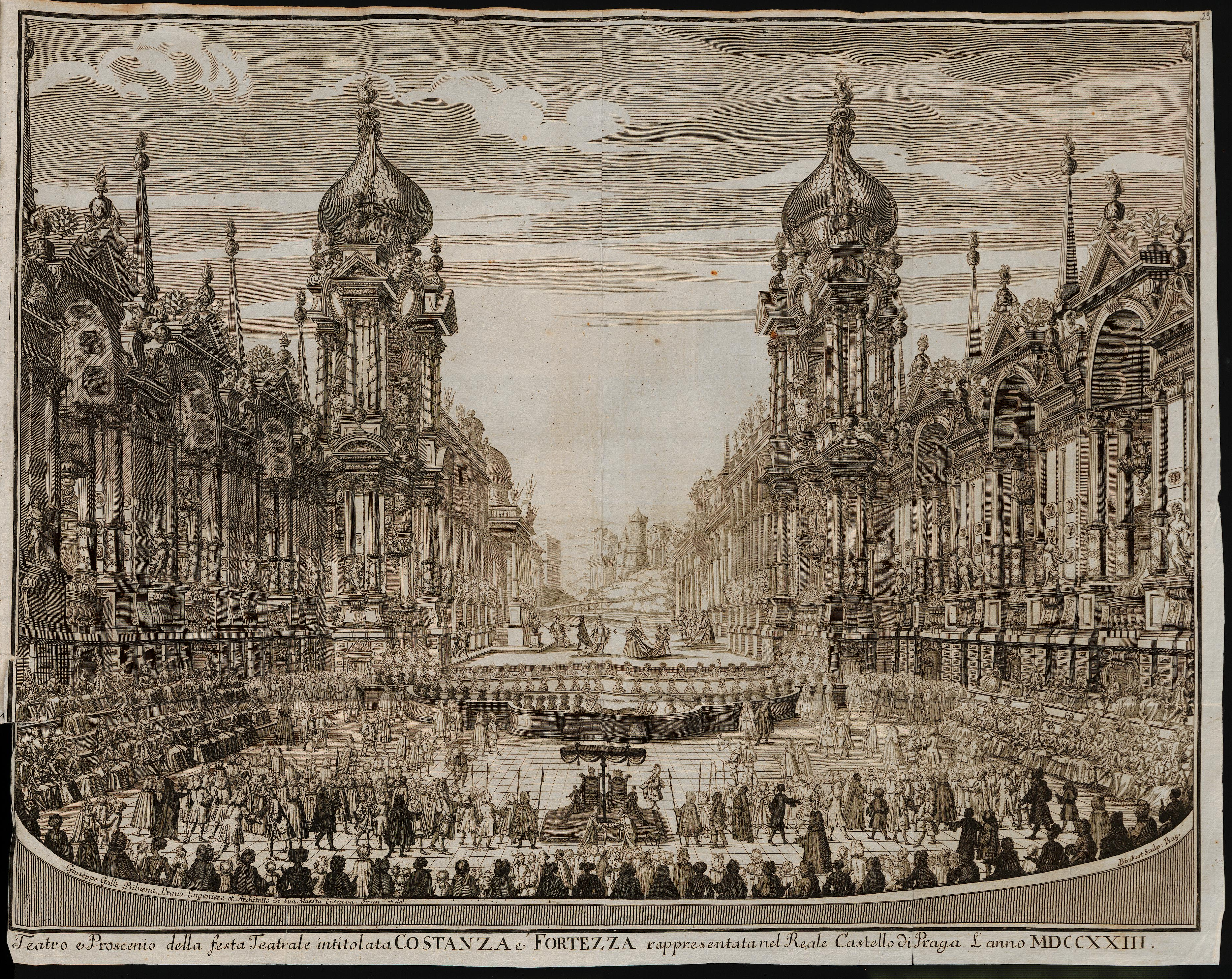
Při příležitosti pražské korunovace císaře Karla VI. českým králem se 28. srpna 1723 na Mariánských hradbách proti Jízdárně konala premiéra opery Costanza e fortezza Johanna Josepha Fuxe. Dřevěnou scénu vytvořil císařský architekt Giuseppe Galli da Bibbiena.

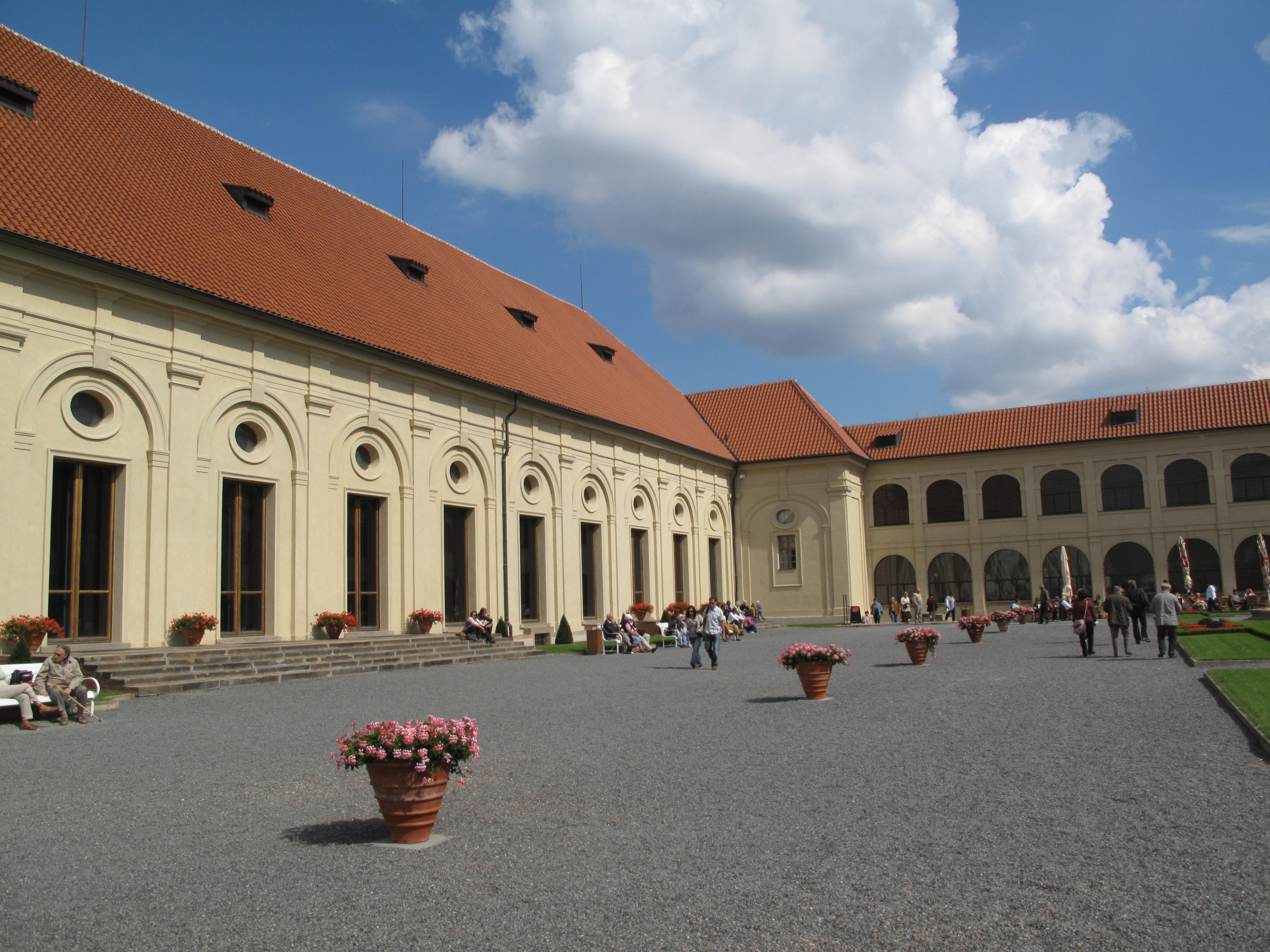
Nádvoří jízdárny

K jízdárně patří také hospodářský dvůr se stájemi pro koně a s původní Rudolfovou bažantnicí, jež byla založena před rokem 1600. Jedná se o relativně mohutnou 92 metrů dlouhou a 40 metrů širokou budovu s půdorysem ve tvaru pravidelného obdélníka s široce klenutou dřevěnou valbovou střechou s malými kruhovými okny. 
Stavba byla vybudována na pokyn císař Leopolda I. a z iniciativy prezidenta české komory Františka Josefa Šlika, projekt stavby dodal pražský architekt Jan Baptista Mathey, stavitelem byl Marco Canevalle. Budova byla určena pro jezdecký výcvik a jezdecké zábavy šlechticů, což připomínají dvě plastiky nacházející se v jejím průčelí. Oproti původnímu stavu dnes na průčelní fasádě chybí císařská říšská orlice, kterou dal odstranit prezident Masaryk. 
V roce 1760 jízdárna vyhořela a musela projít první rekonstrukcí, kdy dostala nový strop, který se dochoval do dnešních dob.
V pozdějších dobách, kdy jízdárna přestala sloužit svému účelu byla využívána jakožto skladiště. Od roku 1949 slouží jako významná pražská výstavní síň, kde jsou pravidelně pořádány výstavy nejvýznačnějších umělců.